# Мометазон
Мометазон, також відомий як мометазон y 3 s, є стероїдним препаратом, який використовується для лікування певних захворювань шкіри, сінної лихоманки та астми . Зокрема, він використовується для запобігання, а не лікування нападів астми. Його можна наносити на шкіру, вдихати або використовувати в носі. Мометазону фуроат, а не мометазон, використовується в медичних продуктах.
Поширені побічні ефекти при застосуванні при астмі включають астму та молочницю . Тому після застосування рекомендується прополоскати ротову порожнину. Тривале застосування може збільшити ризик глаукоми та катаракти . Поширеними побічними ефектами при застосуванні в ніс є інфекції верхніх дихальних шляхів і носові кровотечі. Поширені побічні ефекти при нанесенні на шкіру включають акне, атрофію шкіри та свербіж. Він працює, зменшуючи запалення.
Мометазону фуроат був запатентований у 1981 році та увійшов у медичне застосування в 1987 році Він входить до списку основних лікарських засобів Всесвітньої організації охорони здоров'я . Він доступний як загальний препарат . У 2020 році це був 231-й лікарський засіб , який найчастіше призначають у Сполучених Штатах, з більш ніж 1 мільйона рецептів.

## Медичне використання
Мометазону фуроат використовується для лікування запальних захворювань шкіри (таких як екзема і псоріаз) (місцева форма), алергічного риніту (такого як сінна лихоманка) (місцева форма), астми (інгаляційна форма) для пацієнтів, які не реагують на менш потужні кортикостероїди, і фімоз статевого члена. З точки зору сили стероїдів, він є більш потужним, ніж гідрокортизон, і менш потужним, ніж дексаметазон.
Деякі докази низької якості свідчать про використання мометазону для симптоматичного поліпшення у дітей з гіпертрофією аденоїдів.
Мометазон використовується для полегшення запалення та свербежу при захворюваннях шкіри, які реагують на лікування глюкокортикоїдами, наприклад при псоріазі та атопічному дерматиті.
Назальний мометазон застосовують дорослим (включаючи людей похилого віку) і дітям віком від двох років для зменшення симптомів сінної лихоманки (сезонного алергічного риніту) та інших алергій (цілорічного риніту), включаючи закладеність носа, виділення, свербіж, чхання та для лікування поліпів у носі .
При застуді він не корисний.

### Астма
Мометазону фуроат можна використовувати з формотеролом для лікування астми завдяки його протизапальним властивостям.

## Протипоказання
Люди не повинні використовувати інгаляційний мометазон або назальний спрей з мометазоном, якщо:
- глаукома або катаракта
- гіперчутливість або алергія на будь-який інгредієнт мометазону

Ті, хто використовує мометазон назально або інгаляційно протягом тривалого періоду часу (наприклад, більше трьох місяців), повинні проходити регулярні огляди очей, щоб перевірити наявність глаукоми та катаракти, і повинні вживати запобіжних заходів, щоб уникнути інфекцій, наприклад приймати добавки вітаміну D, триматися подалі від хворим на інфекцію (вітряна віспа, кір, застуда чи грип, COVID-19), миття продуктів, миття рук і виклик сімейного лікаря при перших ознаках важкої інфекції.
Люди не повинні використовувати мометазон місцево (крем для шкіри), якщо:
- підвищена чутливість або алергія на будь-який інгредієнт крему для шкіри

Мометазону фуроат відноситься до класу C з точки зору безпеки при застосуванні під час вагітності . Тому не можна виключити його ризик для дитини. Тому застосування під час вагітності не рекомендується.

## Побічні ефекти
Форма назального спрею мометазону може викликати такі побічні ефекти :
- головний біль
- Вірусні інфекції верхніх дихальних шляхів
- біль у горлі
- носові кровотечі
- кашель
- болі в м'язах і суглобах

Серйозні побічні ефекти включають: молочницю (грибкову інфекцію в носі або горлі), повільне загоєння ран, проблеми з очима, такі як глаукома або катаракта, ослаблену імунну систему (імунодефіцит), що спричиняє підвищену сприйнятливість до інфекцій та недостатність надниркових залоз .
Інгаляційна форма мометазону при астмі може викликати такі побічні ефекти
- головний біль
- закладеність або нежить
- сухість у горлі
- набряк носа, горла та пазух
- грипоподібні симптоми
- хворобливі менструації

Серйозні побічні ефекти можуть включати: алергічні реакції (анафілаксію), підвищений ризик остеопорозу, глаукоми та катаракти, молочницю в ротовій порожнині або горлі, затримку росту у дітей, бронхоспазми, недостатність надниркових залоз та ослаблену імунну систему, що спричиняє підвищену сприйнятливість до інфекцій.
Актуальна версія (крем для шкіри) може спричинити:
- печіння і свербіж в місці нанесення
- акне
- зміни кольору шкіри
- сухість у місці нанесення
- виразки шкіри

Єдиним серйозним побічним ефектом, який відомий при місцевому застосуванні мометазону, є надниркова недостатність .

## Фармакологія

### Фармакодинаміка
Мометазону фуроат зменшує запалення, викликаючи кілька ефектів:
- Припинення активації запальних білків
- Активація секреції протизапальних білків
- Стабілізація клітинних мембран
- Зменшення припливу запальних клітин

На додаток до глюкокортикоїдних властивостей мометазону фуроату, він є дуже потужним агоністом рецептора прогестерону, а також частковим агоністом мінералокортикоїдного рецептора .

#### Механізм дії

Мометазон — метаболіт мометазону фуроату.

Мометазон, як і інші кортикостероїди, має протизапальні, протисвербіжні та судинозвужувальні властивості. При алергії кортикостероїди зменшують алергічні реакції в різних типах клітин (мастоцитах і еозинофілах), які відповідають за алергічні реакції. Мометазон та інші кортикостероїди легко циркулюють у крові, перетинаючи клітинні мембрани та зв'язуючись із цитоплазматичними рецепторами, що призводить до транскрипції та синтезу білків. Він також пригнічує дію ферменту цитохрому Р450 2С8, який бере участь у активності монооксигенази.
Запалення зменшується за рахунок зменшення вивільнення гідролазних кислот лейкоцитів, запобігання накопиченню макрофагів у вогнищах запалення, перешкоджання адгезії лейкоцитів до стінок капілярів, зменшення проникності капілярних мембран і, як наслідок, набряку, зменшення комплементарних компонентів, пригнічення вивільнення гістаміну та кініну та перешкоджання утворенню рубцевої тканини. Також зменшується проліферація фібробластів і відкладення колагену. Вважається, що дія кортикостероїдних протизапальних засобів пов'язана з інгібіторними білками фосфоліпази А2, які спільно називаються ліпокортинами. Ліпокортини, у свою чергу, контролюють біосинтез потужних медіаторів запалення, таких як простагландини та лейкотрієни, пригнічуючи вивільнення молекулярних попередників арахідонової кислоти . Інтраназальний мометазон полегшує такі симптоми, як водяна ринорея, закладеність носа, затікання з носа, чхання та свербіж у горлі. Місцеве застосування на шкіру зменшує запалення, пов'язане з хронічним або гострим дерматозом.
Хоча мометазону фуроат не має значного системного імуномодулюючого ефекту, його можна вважати місцевим імуносупресивним препаратом, оскільки клінічні дослідження показали зниження (порівняно з початковим рівнем) нейтрофілів (лейкоцитів) у слизовій оболонці носа. Його також можна вважати із його глюкокортикоїдною дією, оскільки він значно знижує рівень гістаміну та еозинофільного катіонного білка. 

### Фармакокінетика

#### Метаболізм
Відбувається інтенсивний метаболічний печінковий метаболізм мометазону фуроату до кількох метаболітів. Основних метаболітів у плазмі не виявлено. Після інкубації in vitro одним із утворених другорядних метаболітів є фуроат 6β-гідроксимометазону. У мікросомах печінки людини утворення цих метаболітів регулюється CYP3A4.

### Мометазон
Мометазон сам по собі є синтетичним стероїдним глюкокортикоїдом або кортикостероїдом, який ніколи не продавався. C17α фуроатний ефір мометазону є проданим препаратом. Мометазону фуроат діє як проліки мометазону. На додаток до глюкокортикоїдної активності мометазон також має дуже потужну прогестагенну активність і діє як частковий агоніст мінералокортикоїдних рецепторів .

## Суспільство і культура

### Торгові марки
Станом на 2016 рік мометазону фуроат був доступний у всьому світі у формах для назальних, пероральних інгаляцій і місцевого застосування, для використання у людей і ветеринарії, а також у комбінаціях з іншими препаратами під багатьма торговими марками. Він був доступний як єдиний активний агент у таких брендах: Alcom, Altosone, Asmanex, Atozon, Aureox, Belloseta, Bioelementa, Biometasona, Bloctimo, Borgasone, Breso, Broner, Codermo, Cortynase, Cutimom, Cutizone, Cutticom, Dance, Demoson, Dergentil, Derimod, Dermacortine, Dermaten, Dermome, Dermosona, Dermotasone, Dermovel, Desdek, Ecelecort, Ecural, Edelan, Elica, Elisone, Elisox, Elitasone, Elna, Elocan, Elocom, Elocon, Elocortin, Elofute, Elomet, Elomox, Eloskin, Eloson, Elosone, Elovent, Elox, Etacid, Eversone, Eztom, F-Din, Fenisona, Flazcort, Flogocort, Fremomet, Frondava, Fu Mei Song, Fulmeta, Furo, Furoato de Mometasona, Furoderm, Gistan-H, Honmet, Iflacort, Intercon, Ivoxel, Kalmente, Konex, Ladexol, Lisoder, Logren, Loksin, Lomeane, M-Furo, Makiren, Mefurosan, Melocort, Mena, Mesone, Metacortil, Metactiv, Metaflam, Metagra, Metasafe, Metason, Metasone, Metaspray, Metatop, Metaz, Metmin, Metsone, Midermin, Mifusin, Minyear, Mofacort, Mofulex, Mofur, Mofuroate, Molison, Momate, Momax, Momecon, Momecort, Momecutan, Momederm, MomeGalen, Momegen, Momekort, Momelab, Momentum, Momeplus, Momerid, Momeson, Momesone, Momester, Momet, Mometa, Mometagen, Mometason, Mometasona, Mometasona Furoato, Mometasone Furoate, Mometasone Furoate Hydrate, Mometasonfuroaat, Mometasonfuroat, Mometasoni Furoas, Mometasonum, Mometasyn, Mometasyn, Mometax, Mometazon, Mometazona, Mometazona Fuorat, Mometazonfuroat, Мометикс -AQ, Momevate, Momexa, Mommex, Mommox, Momtas, Monaliz, Monez, Monovel, Monovo, Mosone, Motaderm, Motaneal, Movesan, Mtaz, Mundoson, Murozo, Myrey, Narinex, Nasamet, Nasehaler, Nasocure, Nasomet, Nasometin, Nasonex, Нассомет, Назофікс, Назостер, Нетонокс, Нексоміст, Новазон, Овісон, Овіксан, Оксімакс, Фармекорт, Пластер, Проназал, Пропел, Проспірил, Пайдеркон, Ринелон, Ринітек, Рино-Вал, Ринобудекс, Ринонекс, Риносал, Риносона, Ріновал, Різонел, Рінокорт, Сенсикорт, Септопік, Сілкарен, Сонета, Суавікорт, Сукі, Синаллер, Табунекс, Топкорт, Топісон, Юніклар, Унідерм, Візомет, Іперод, Залконекс і Зиновейт.

### Комбінації
Станом на 2022 рік доступні такі комбіновані препарати:
- Мометазон і азеластин як Назафлекс
- Мометазон і клотримазол і гентаміцин для ветеринарного застосування як Мометамакс і Мометавет
- Мометазон і клотримазол і мупіроцин як Derma Q
- Мометазон, флорфенікол і тербінафін для ветеринарного використання як Кларо
- Мометазон і формотерол як Dulera, Hexaler Bronquial Duo і Zenhale
- Мометазон і фузидова кислота як Bactirest-M, Dermotil Fusid і Momate-F
- Мометазон, гентаміцин і позаконазол для ветеринарного застосування як Мометамакс Ультра[30]
- Мометазон і гідрохінон і третиноїн як Acnezac-MH
- Мометазон і міконазол як Elica M, Elica-M і Sensicort-F
- Мометазон і мупіроцин як Сенсикорт-В
- Мометазон, орбіфлоксацин і позаконазол для ветеринарного застосування як Posatex, Posatex for honden і Posatex für Hunde
- Мометазон і саліцилова кислота як Cortimax-S, Elicasal, Elocom Plus, Elosalic, Mezo-S, Momate-S, Momesalic, Momtas-S, Monsalic і Sensicort-S
- Мометазон і тербінафін як Кутізон-Т, Мезо-Т і МомеломТербі-Гуманність
- Мометазон і тіотропій як Тіомом